# Mike Cotty
Mike Cotty   (Benoni) és un professional del ciclisme de resistència, tant de carretera com BTT i divulgador del ciclisme. La seva activitat professional es basa en l'enregistrament de vídeos sobre formació en ciclisme. A banda de viatjar a llocs emblemàtics per a la disciplina de carretera, enregistra llargues sessions d'entrenament indoor. És conegut per formar part del Col Collective (col·lectiu dels colls) i l'enregistrament de les pujades més emblemàtiques del continent europeu.
Va néixer a Sud-àfrica però de seguida es va traslladar a Romsey, Hampshire (Anglaterra), a la vora del New Forest. Des dels 11 o 12 anys s'ha dedicat al ciclisme. A mitjans de la dècada del 1990 va començar a assistir a tots els esdeveniments locals. Va estudiar enginyeria de disseny mecànic, acabant la carrera als 21 anys, al 2000. El 2001 va començar a treballar en el món de les bicicletes, a l'empresa Cannondale de Suïssa, on va establir una relació d'amistat amb pilots com Ivan Basso i Peter Sagan. És director de l'empresa de consultoria de comunicació Media-24, que va fundar el 2012. El 2015 va fer "El camí a Mont Blanc", una travessa de 1.000 km a través de les Dolomites, els Alps i l'Est dels Alps Suïssos en més de 50 hores.